# Stazione di Pisa Centrale
A Stazione di Pisa Centrale egy központi vasúti átmenő pályaudvar Pisában, Olaszországban. Évente 15 millió utas fordul meg itt. Az állomás 12 vágányos, alatta metrómegálló található.
Utasforgalma alapján a platina állomás kategóriába tartozik.

## Vasútvonalak
Az állomásról az alábbi vasútvonalak indulnak ki:
- Pisa–Róma-vasútvonal
- Pisa–La Spezia–Genova-vasútvonal
- Pisa–Firenze-vasútvonal
- Pisa Centrale–Pisai repülőtér-vasútvonal
- Pisa–Lucca-vasútvonal
- Maremmana-vasútvonal

## Képgaléria

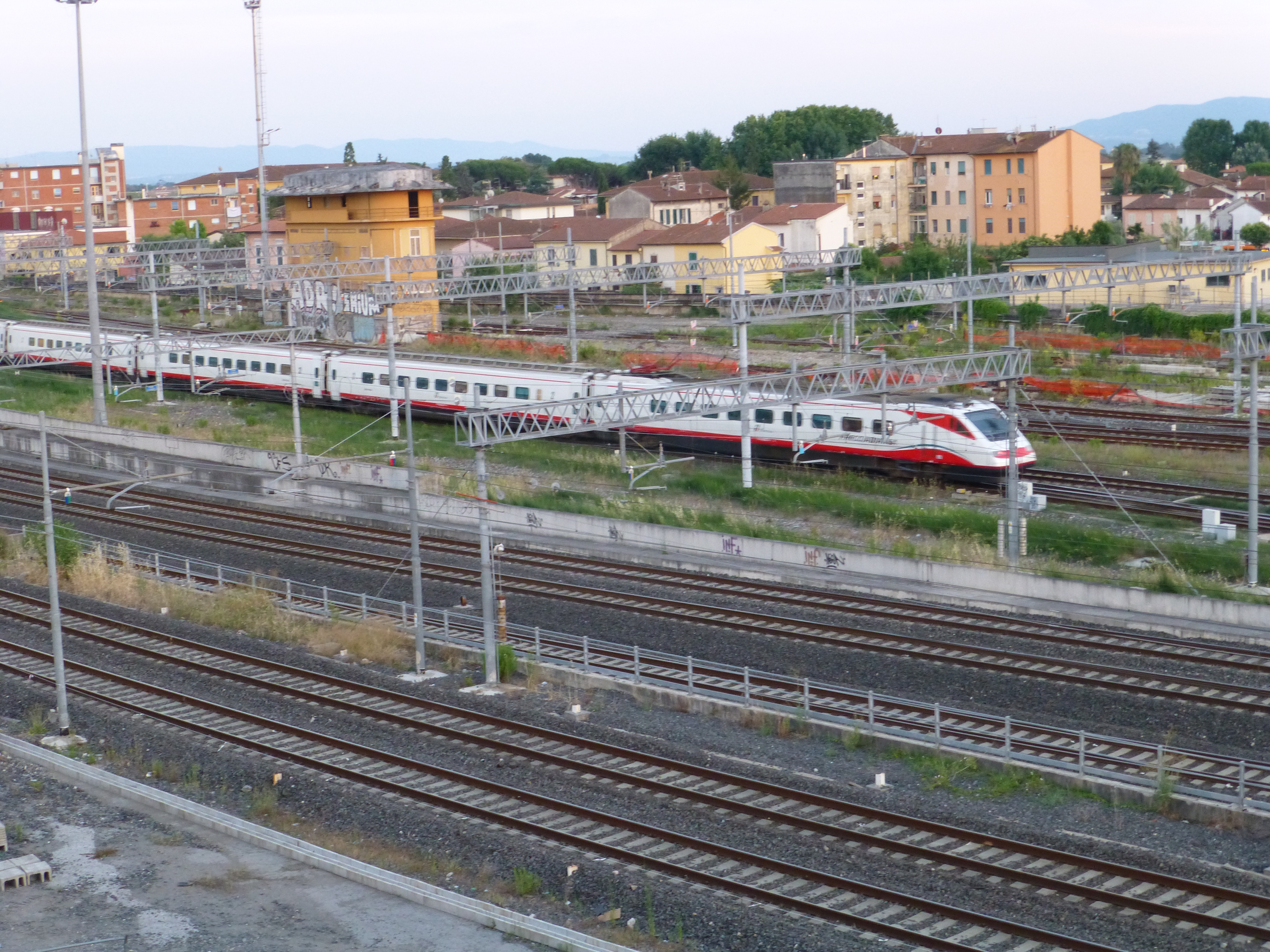
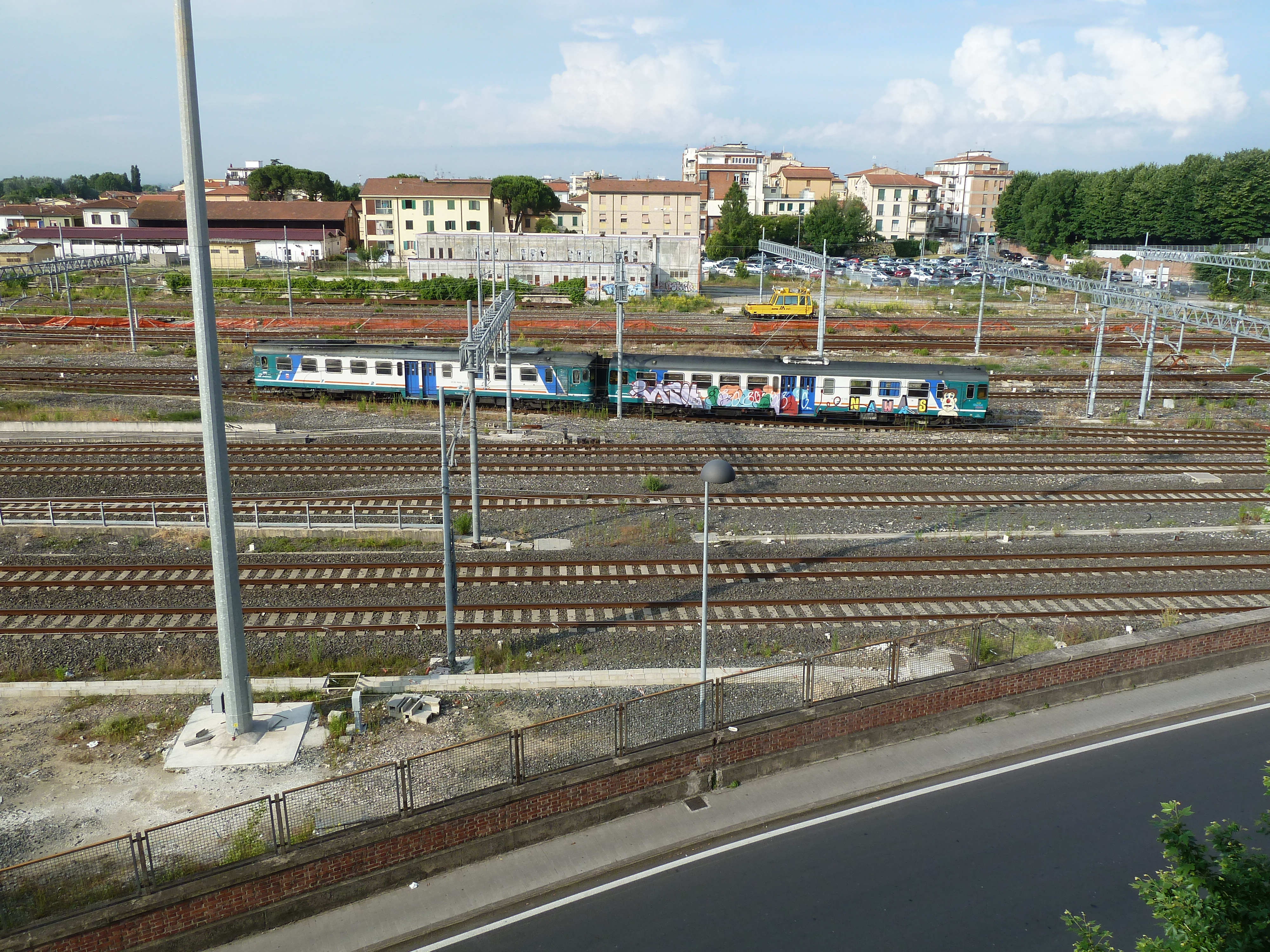
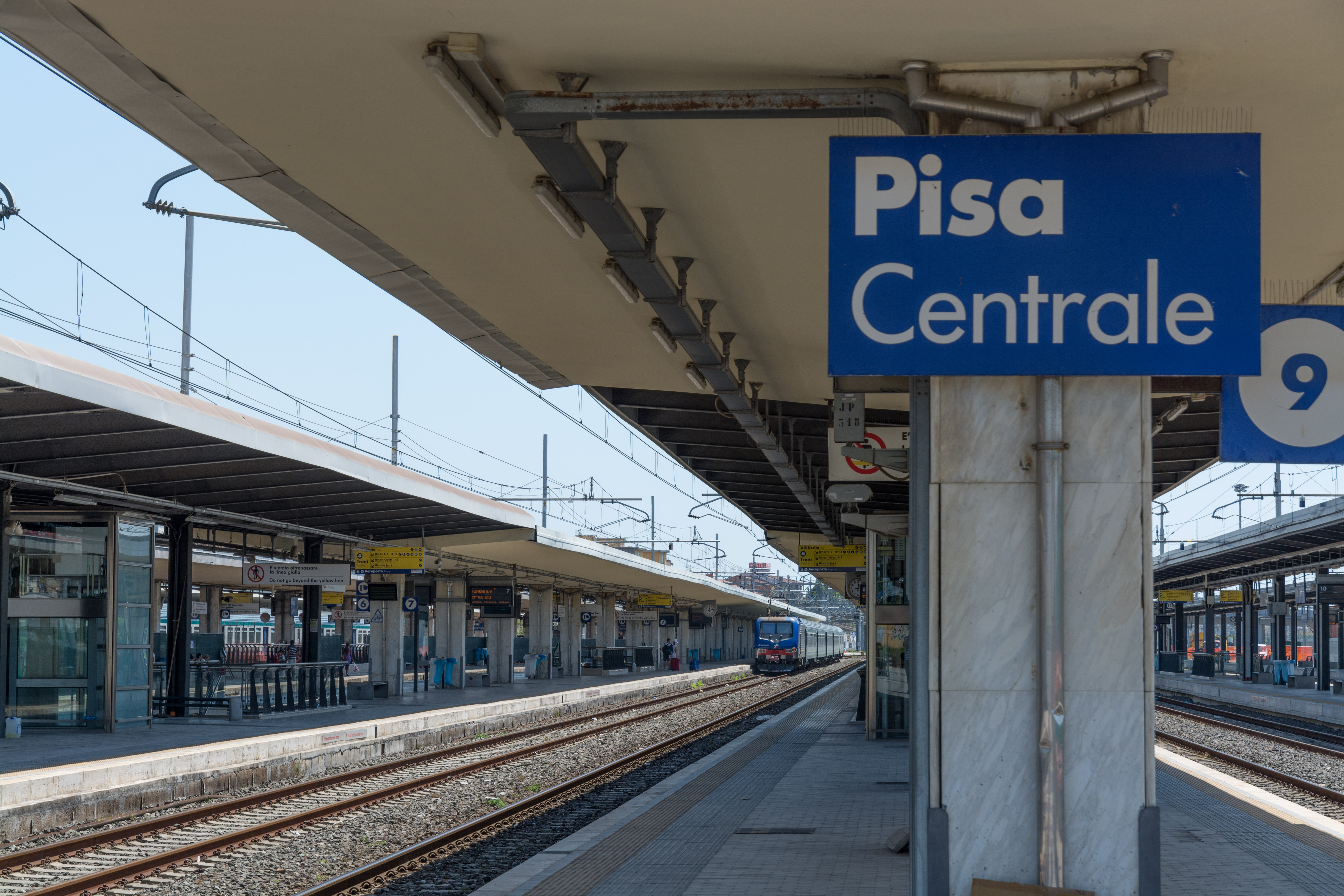
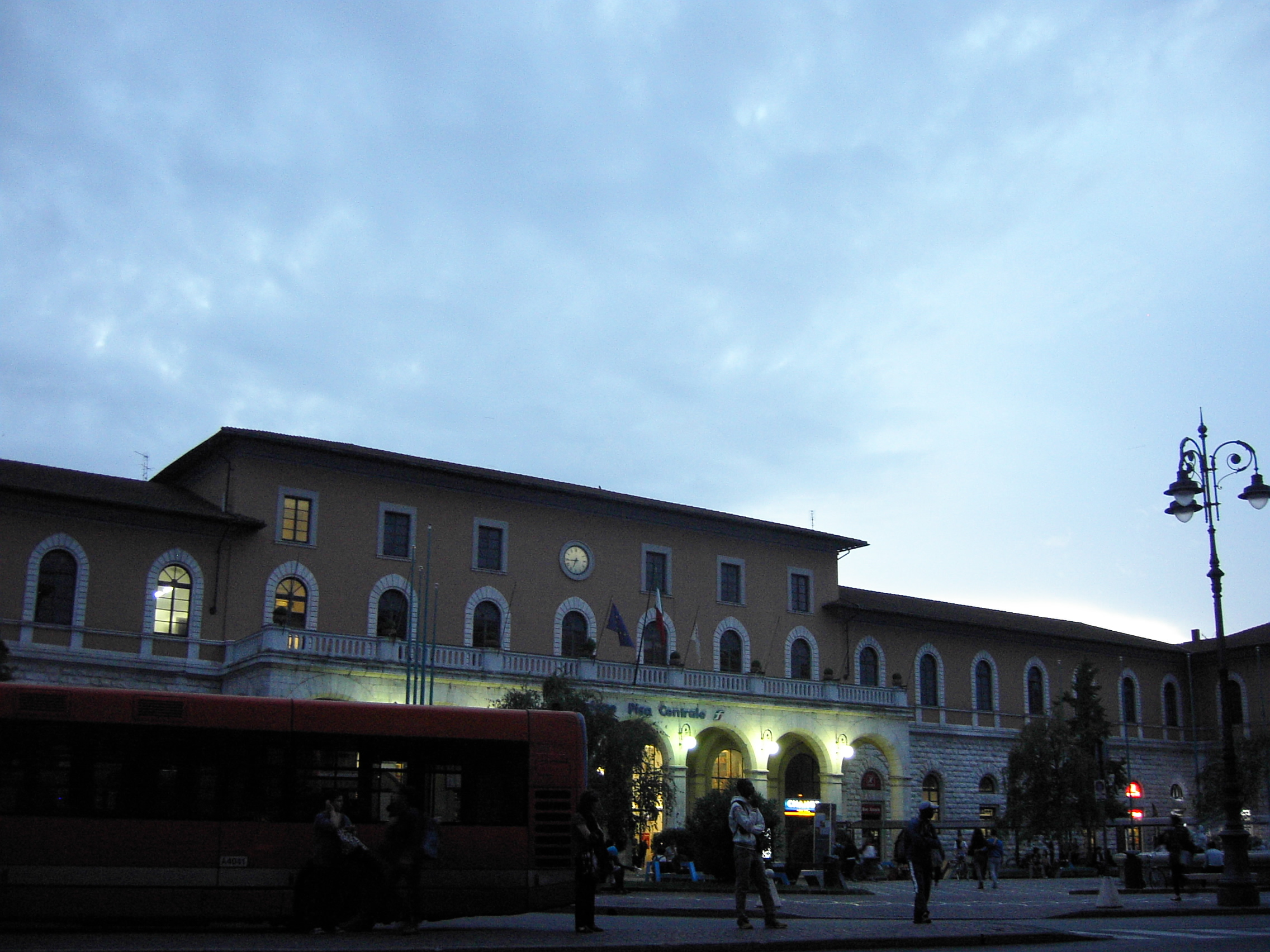
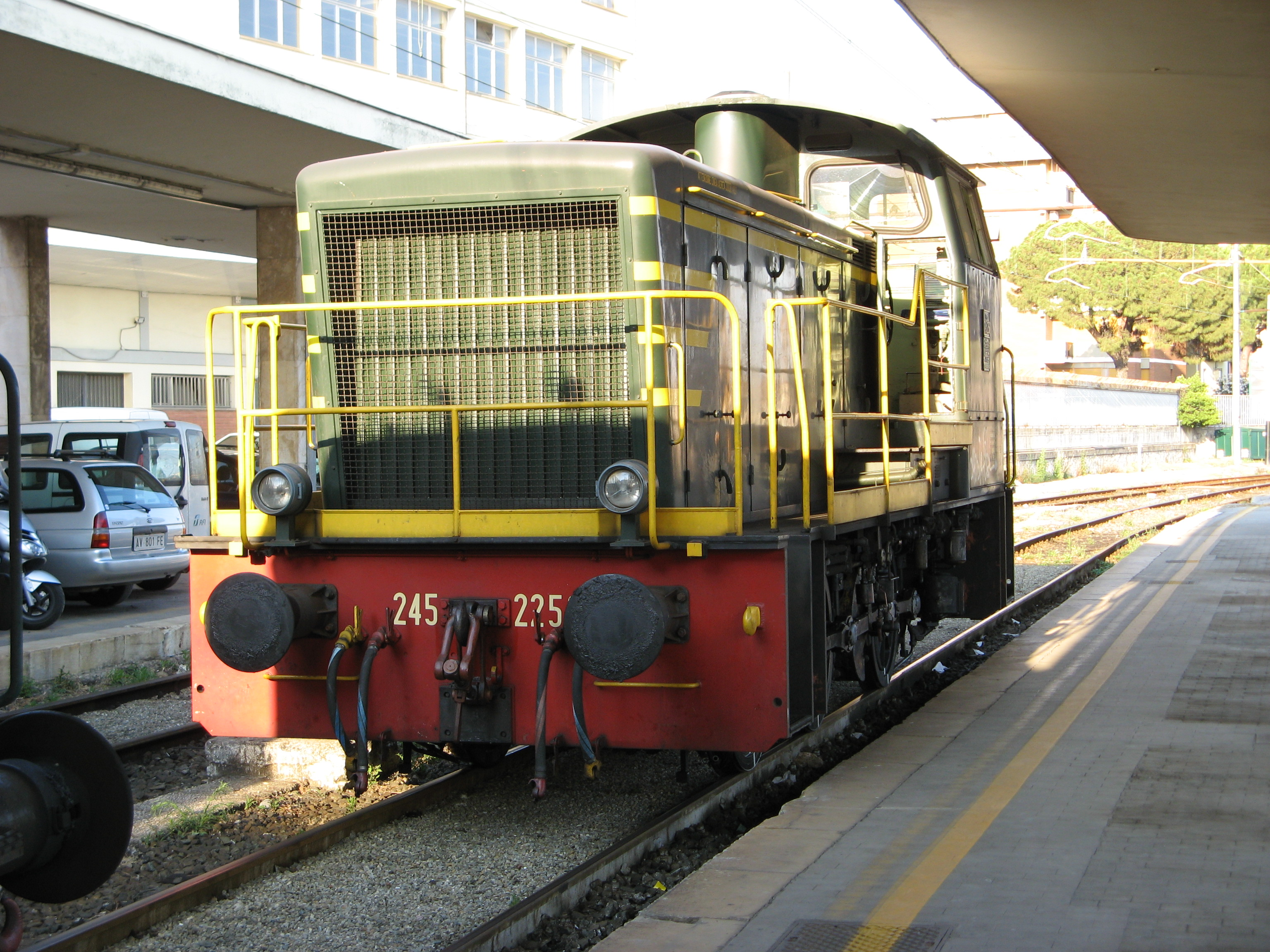
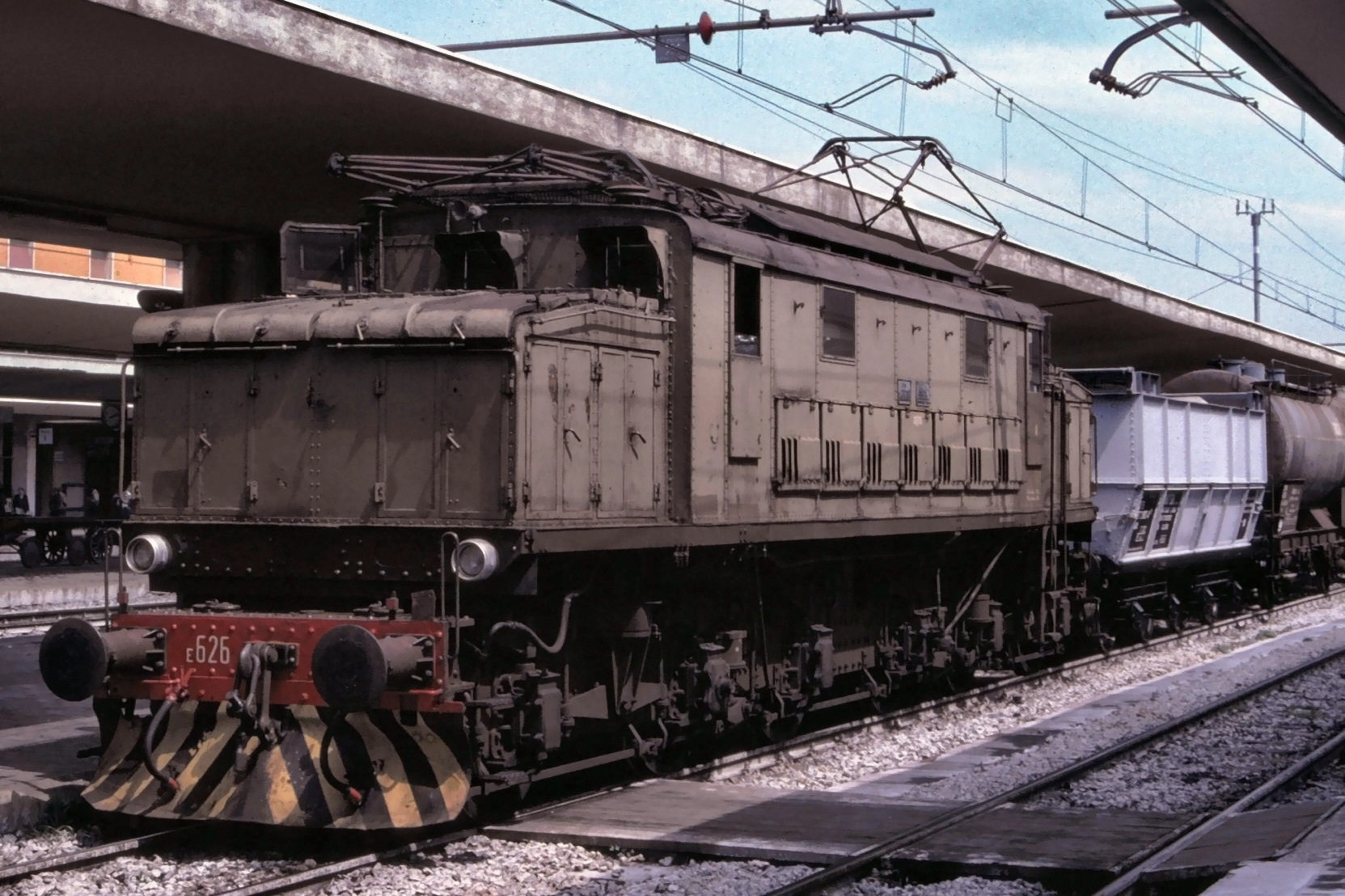
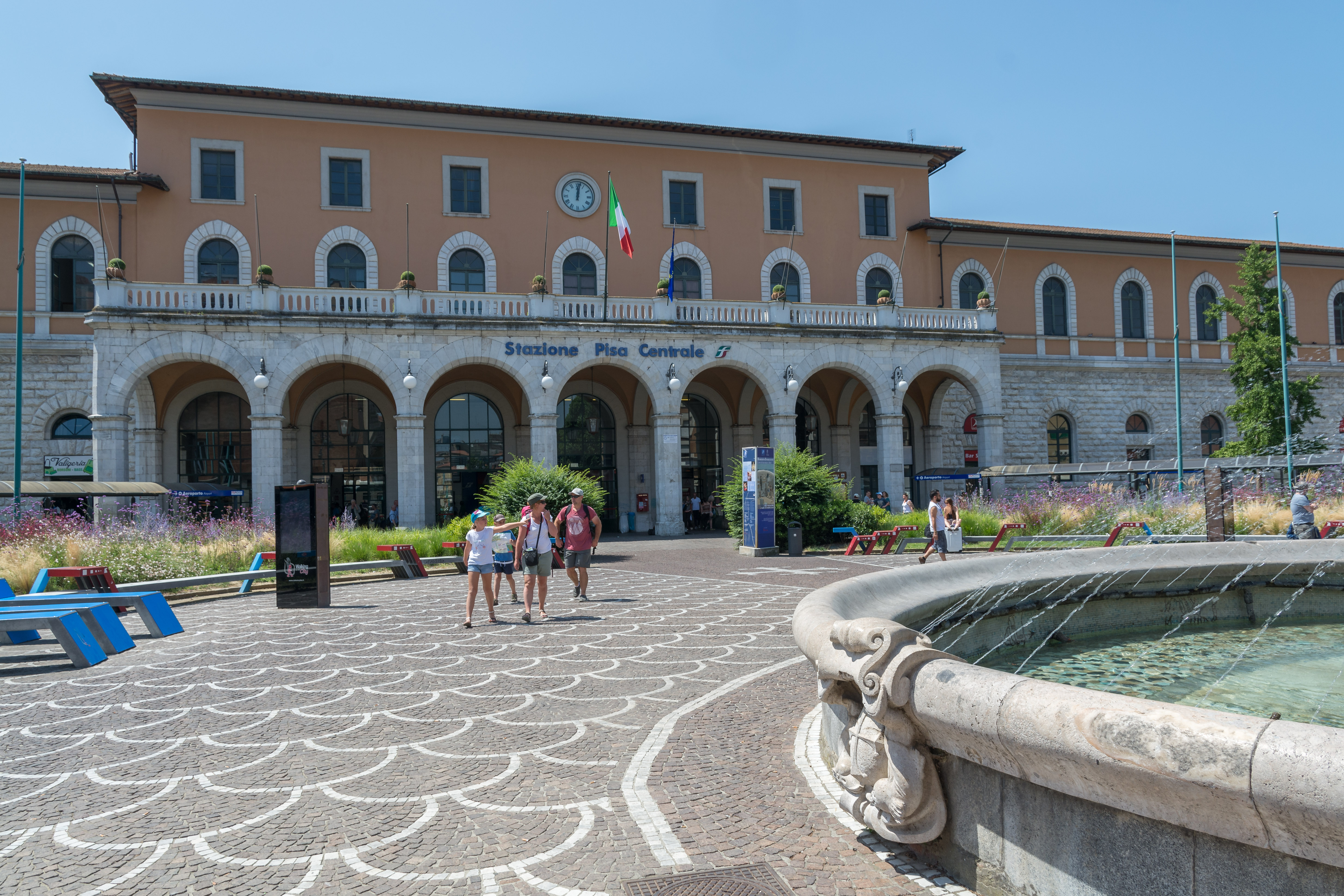
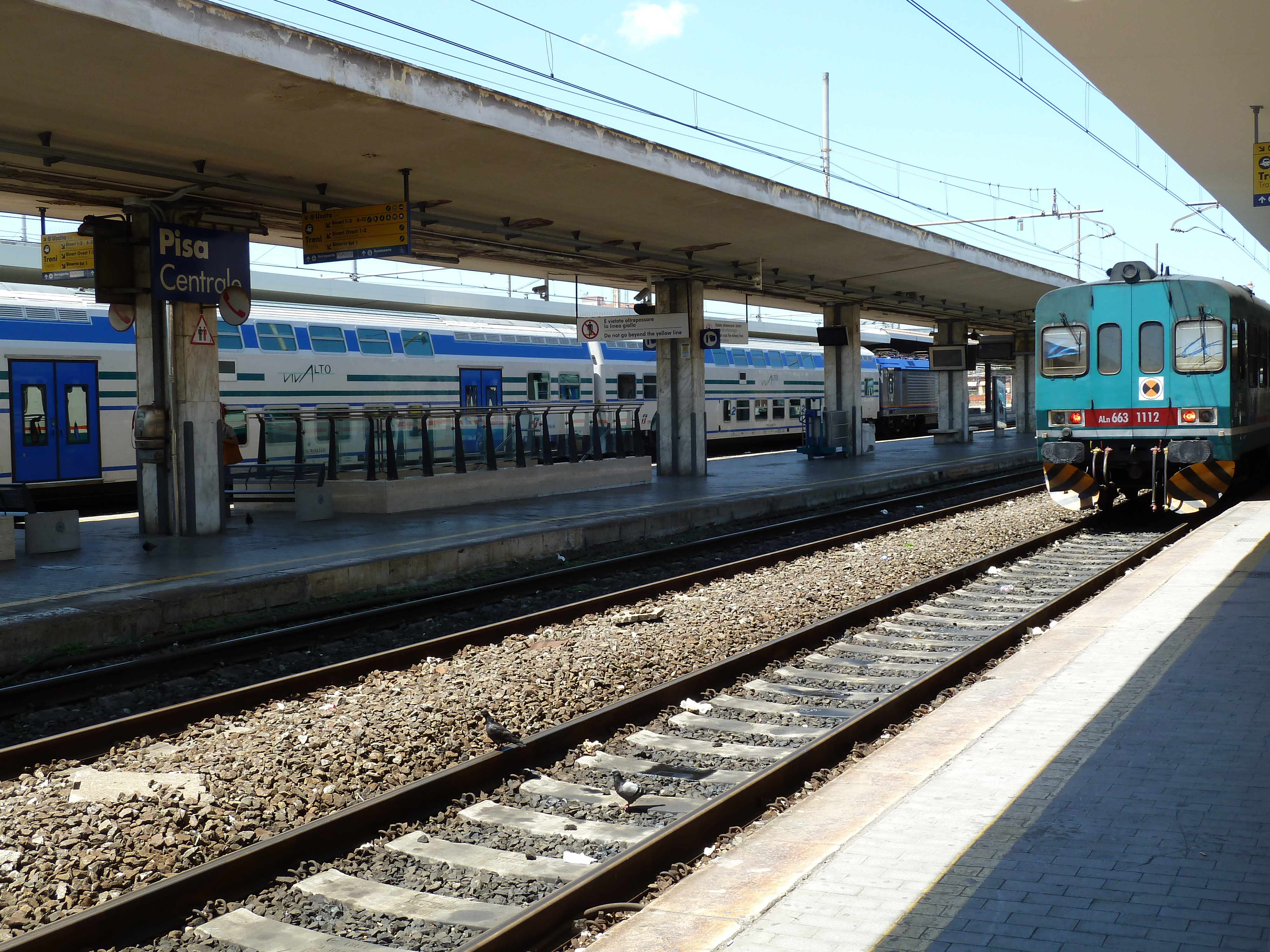